# برج لؤلؤة الشرق

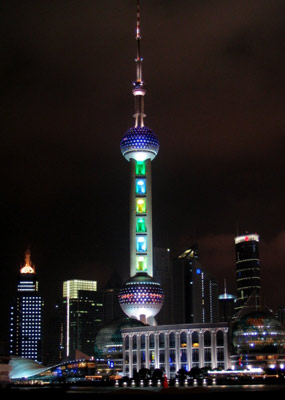
منظر البرج ليلاً

برج لؤلؤة الشرق ناطحة سحاب في شنغهاي، الصين، تقع على حافة شارع ليجيازو في حي بودونغ، على جانب نهر هوانغبو، مباشرة أمام بوند شنغهاي.
صممت من طرف جيا تشينغ هوان، باعتماد التصميم المعماري الحديث، وقد بدأ العمل في بناء البرج سنة 1991، واكتمل سنة 1995، بطول 468 متر، حيث يعتبر أطول برج في آسيا، والثالت على مستوى العالم خلف برج سي ان بتورنتو في كندا، وبرج أوسكانتينو بعاصمة روسيا موسكو، وكان أيضا أطول مبنى في الصين بين 1994 و2007 قبل أن يتجاوزه المركز المالي الدولي لشنغهاي، برج لؤلؤة الشرق ينتمي لالاتحاد العالمي للأبراج الشاهقة، ويتوافد عليه كل سنة أكثر من 3000 سائح.

## مقاييس البرج
طول البرج، بأقطار من 50 مترا (164 قدم) من الأسفل، و 45 مترا (148 قدم) للأعلى. وهم مرتبطون ب ثلاثة أعمدة، كل منها (30 قدم) وقطرها 9 أمتار. أعلاها (46 قدم) وقطرها 14 متر.
المبنى بأكمله يعتمد على ثلات أعمدة جذورها تحت الأرض.

## مرافق البرج
هناك مطاعم متفرقة من الطابق الثاني إلى الخامس عشر، ومكان للألعاب اسمه مدينة الفضاء كما يوجد في المبنى مركز للتسوق، وفندق مكون من 20 غرفة.

## برج هوائي
يتوفر المبنى على برج هوائي يبث عدة قنوات تلفزيونية وإذاعية ويبلغ طوله 468 متر.

## معرض صور

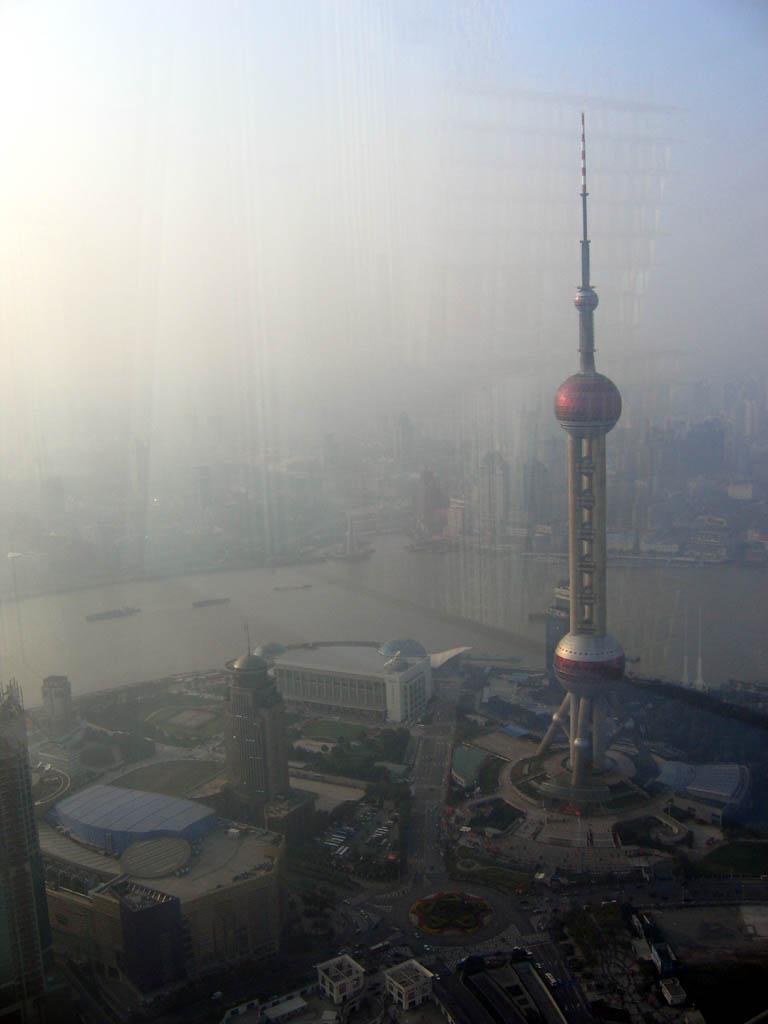
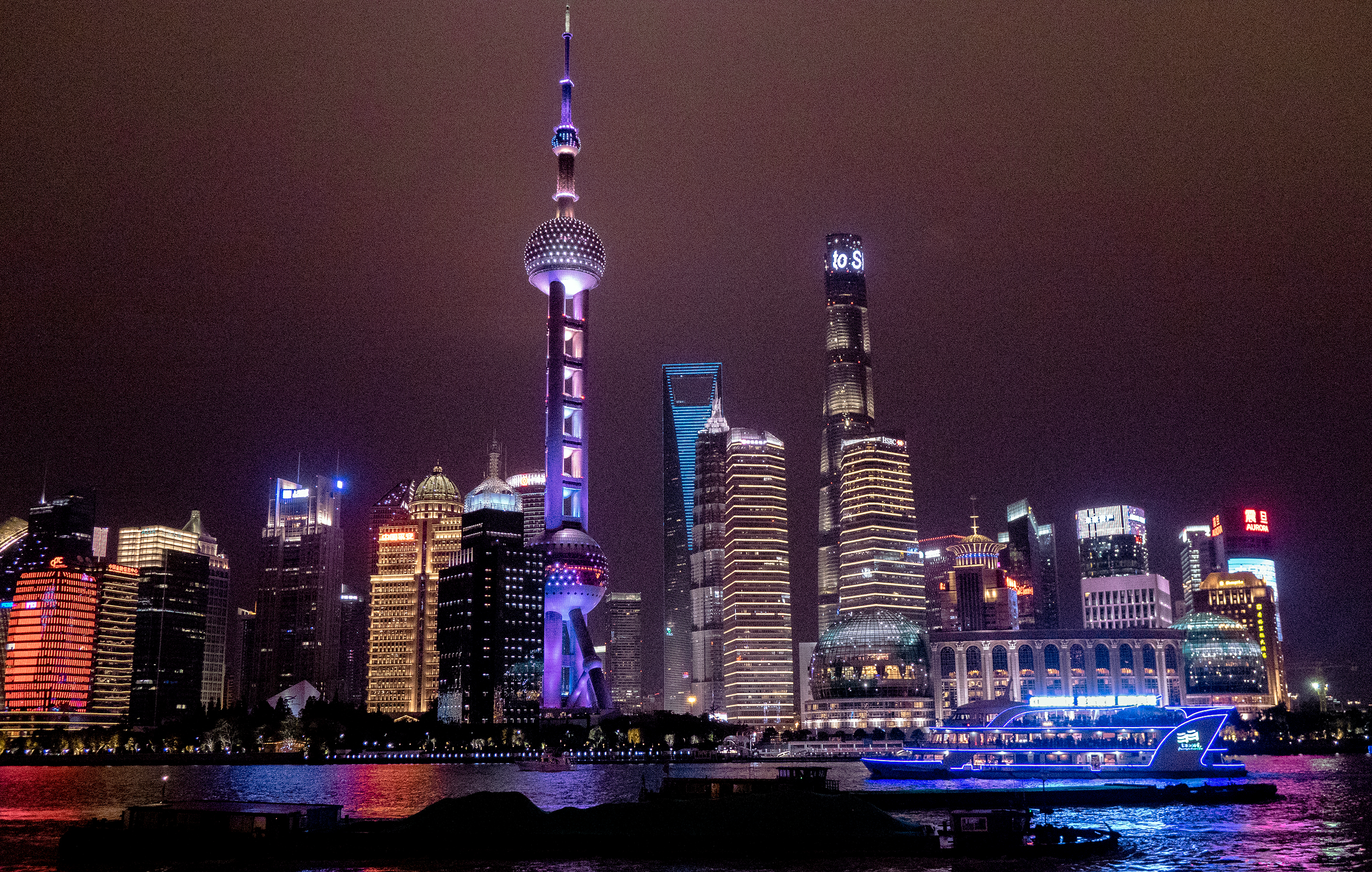
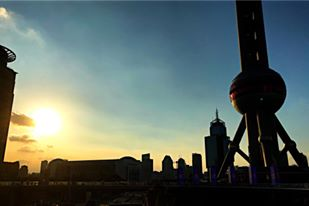
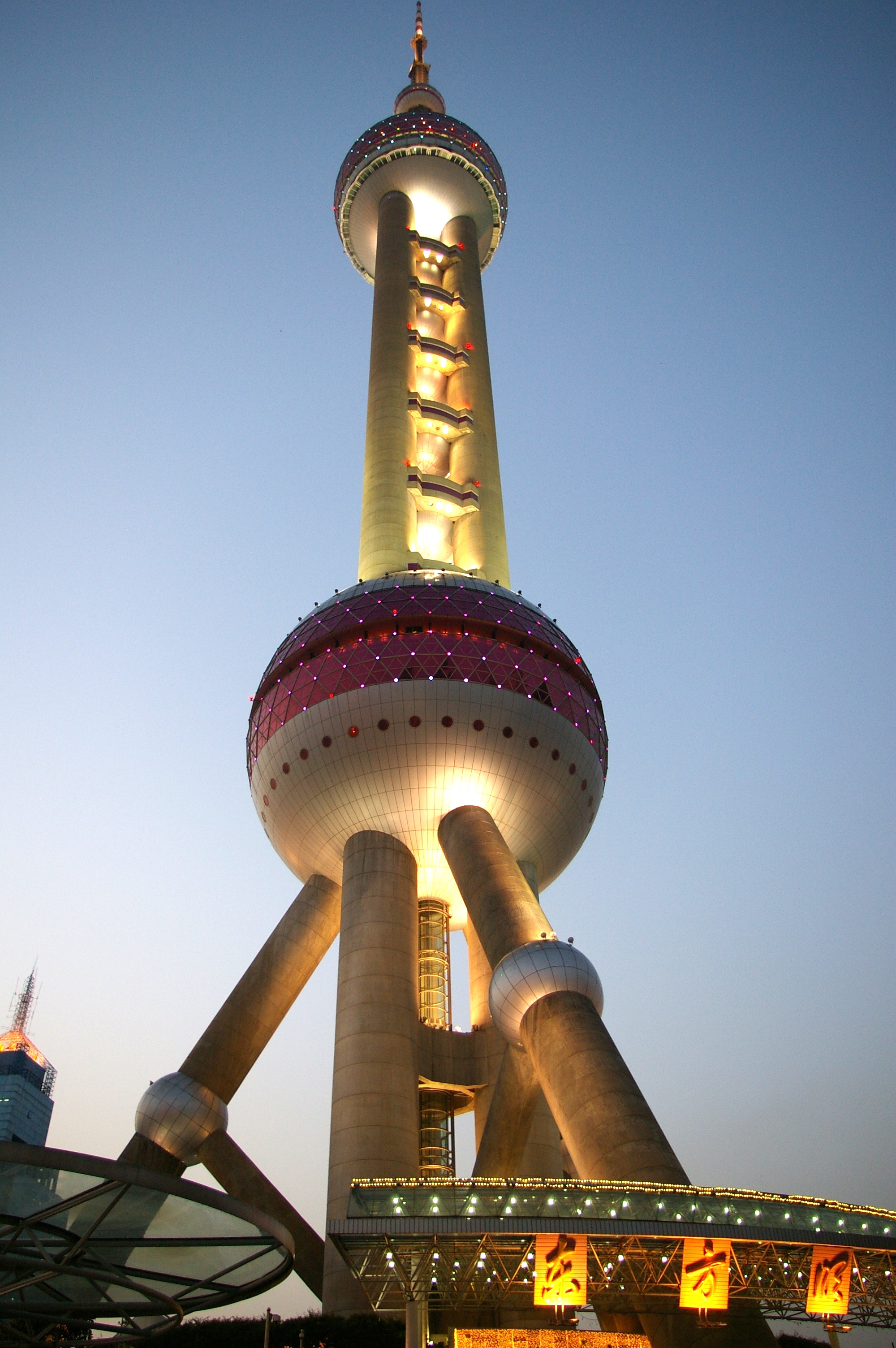
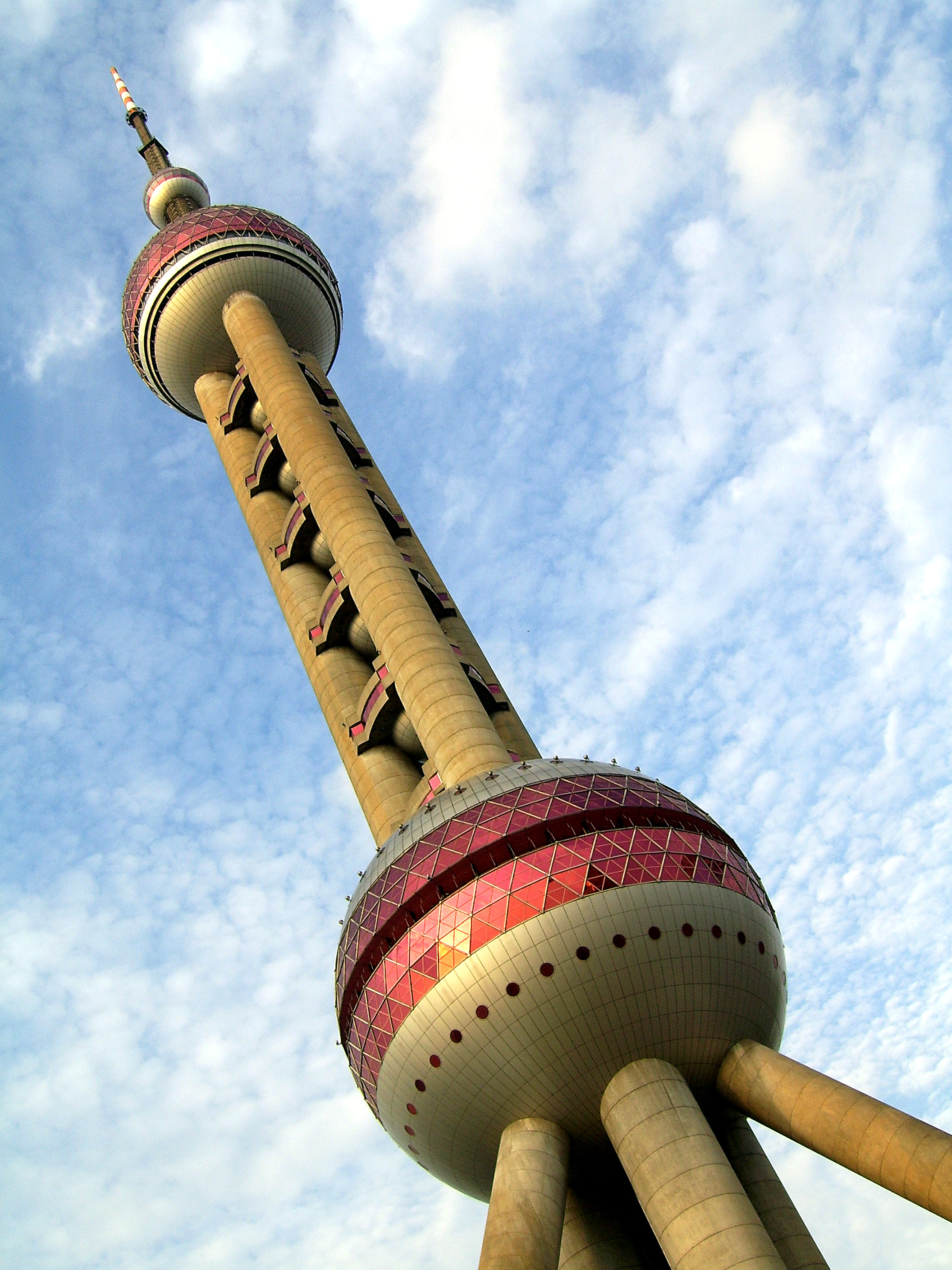
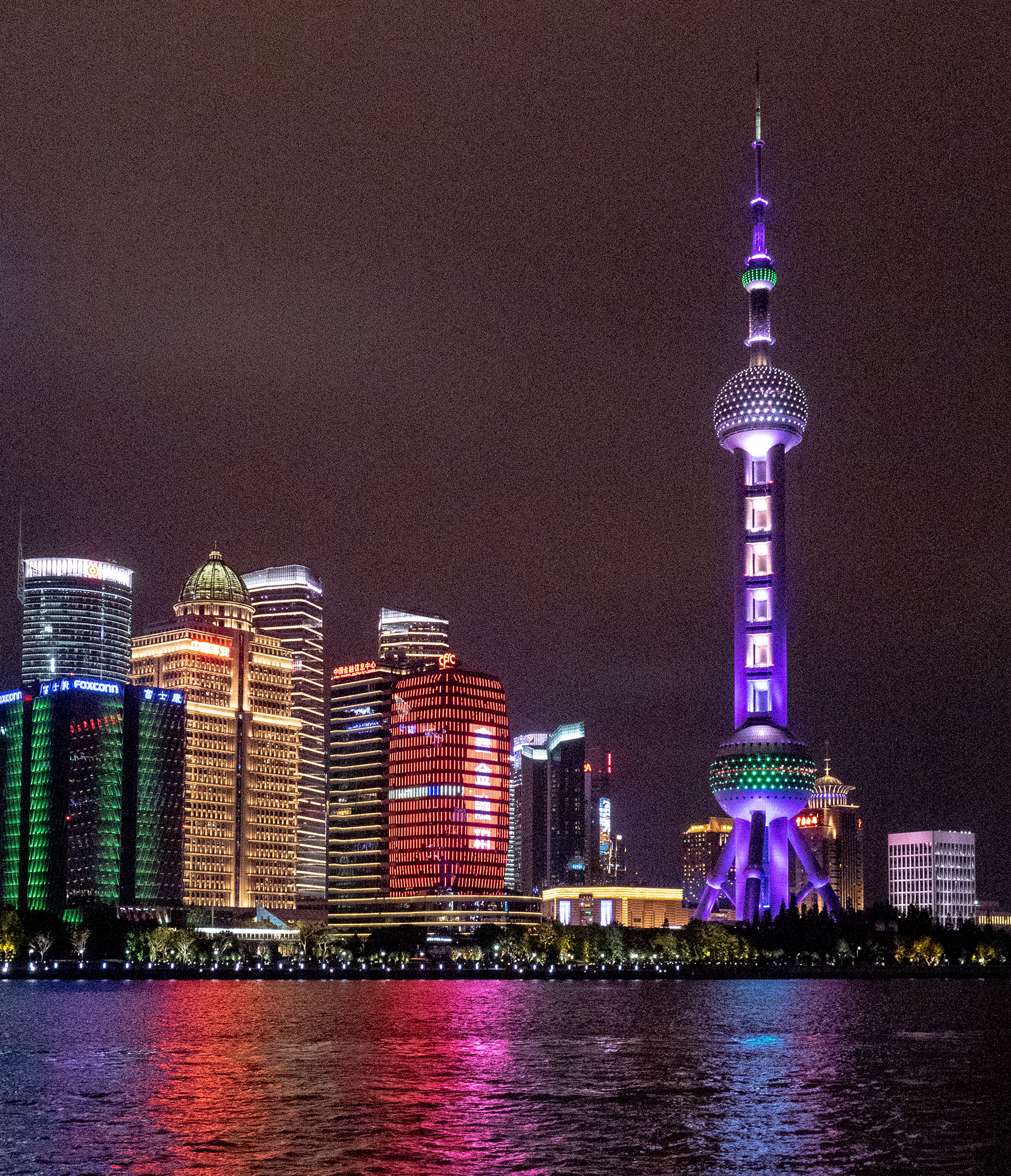
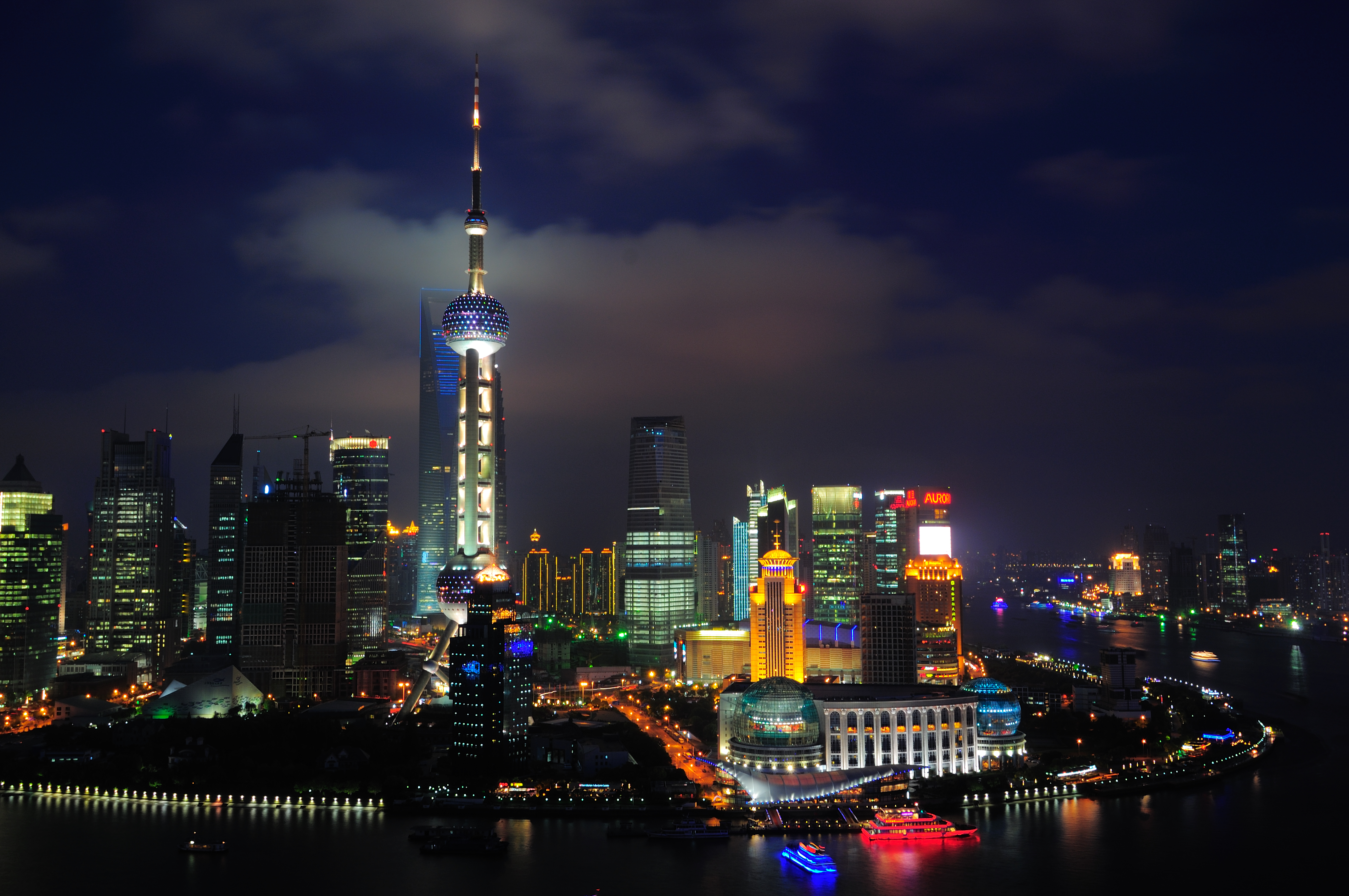

## وصلات خارجية
صور للبرج
نبذة عن البرج الهوائي